# Union des communautés apostoliques

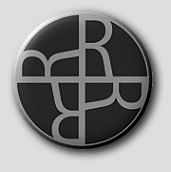
Logo de l'Église apostolique d'Afrique du Sud

Pour les articles homonymes, voir Église apostolique.
L'Union des communautés apostoliques est la branche dissidente de l'Église néo-apostolique.

## Liens
- www.united-apostolic.org Union des Communautés Apostoliques en Europe
- www.apostolicchurchqld.org.au Apostolic Church of Queensland (Australie)
- www.apostolisch.ch Vereinigung Apostolischer Christen (Suisse)
- www.apostolisch.de Apostolische Gemeinschaft (Allemagne)
- www.apostolisch.nl Gemeente van apostolische Christenen (Pays-Bas)